# Ana Gallay
Ana María Gallay (Nogoyá, 16 januari 1986) is een Argentijns beachvolleybalspeler. Ze won een gouden en zilveren medaille bij de Pan-Amerikaanse Spelen en nam deel aan drie opeenvolgende Olympische Spelen.

## Carrière

### 2007 tot en met 2017
Gallay debuteerde in 2007 in Fortaleza in de FIVB World Tour aan de zijde van Mariela Celestina Duce. Van 2010 tot 2013 vormde ze een team met María Zonta. Het duo was voornamelijk actief in de nationale en Zuid-Amerikaanse competitie en behaalde daar meerdere podiumplaatsen. Bij de Pan-Amerikaanse Spelen in Guadalajara strandde het tweetal na een overwinning en twee nederlagen in de groepsfase. Daarnaast namen ze in 2011 en 2012 deel aan drie mondiale toernooien en hadden ze zich via het continentale kwalificatietoernooi geplaatst voor de Olympische Spelen in Londen. Daar kwamen ze na drie nederlagen niet verder dan de groepsfase. Het jaar daarop eindigden ze verder als zeventiende bij de Grand Slam van Corrientes, waarna Gallay van partner wisselde naar Georgina Klug. Ze namen in 2013 nog deel aan zeven mondiale toernooien met een vijfde plaats in Phuket als beste resultaat. Het seizoen daarop waren ze achtereenvolgens actief in de Zuid-Amerikaanse competitie – meerdere podiumplaatsen – en in de World Tour. Op mondiaal niveau deden ze mee aan veertien toernooien waarbij ze vier vijfde plaatsen behaalden (Fuzhou, Puerto Vallarta, Xiamen en Paraná). Bovendien wonnen ze de zilveren medaille bij de Zuid-Amerikaanse Spelen in Santiago achter de Braziliaansen Talita Antunes da Rocha en Taiana Lima.
In 2015 haalden ze bij drie continentale toernooien enkel het podium. Bij elf reguliere FIVB-wedstrijden kwam het duo onder meer tot een tweede plaats in Xiamen en een vierde plaats in Antalya. Bij de wereldkampioenschappen in Nederland strandden ze na drie nederlagen in de groepsfase. Een paar weken later wonnen Gallay en Klug de gouden medaille bij de Pan-Amerikaanse Spelen in Toronto door het Cubaanse tweetal Lianma Flores en Leila Martinez in de finale te verslaan. Het jaar erna namen ze deel aan twaalf reguliere toernooien in de World Tour. Ze behaalden daarbij drie vierde (Maceió, Antalya en Klagenfurt) en twee vijfde plaatsen (Fuzhou en Sotsji). Bij de Olympische Spelen in Rio de Janeiro wist het duo opnieuw niet voorbij de groepsfase te komen. Gallay en Klug sloten het seizoen af met een vijfde plaats bij de World Tour Finals in Toronto. In 2017 speelde het duo nog twee wedstrijden in de internationale competitie, waarna Klug haar sportieve carrière beëindigde en Gallay voor de rest van het seizoen met Zonta uitkwam. De twee deden mee aan twee reguliere toernooien in de World Tour, alsook aan de WK in Wenen. Het duo bereikte daar via de tussenronde de zestiende finale waar ze werden uitgeschakeld door het Braziliaanse tweetal Talita en Larissa França.

### 2018 tot en met 2024
Van 2018 tot en met 2023 vormde Gallay een team met Fernanda Pereyra. Het eerste jaar sloten ze het Zuid-Amerikaanse circuit af met een tweede plaats bij het eindtoernooi in Lima. Internationaal kwamen ze niet verder dan een zeventiende plaats in Espinho. Het daaropvolgende seizoen behaalde het duo meerdere podiumplaatsen in de continentale competitie. Bovendien wonnen Gallay en Pereyra bij zowel de Zuid-Amerikaanse Strandspelen in Rosario als de Pan-Amerikaanse Spelen in Lima de zilveren medaille – achter respectievelijk de Braziliaansen Ana Patrícia Ramos en Rebecca Silva en de Amerikaansen Karissa Cook en Jace Pardon. Op mondiaal niveau deed het duo mee aan zes reguliere toernooien met een negende plaats in Espinho als hoogste klassering. Bij de WK in Hamburg bereikten ze de zestiende finale die verloren werd van het Italiaanse duo Marta Menegatti en Viktoria Orsi Toth. In 2021 namen Gallay en Pereyra deel aan drie FIVB-toernooien in Cancun en plaatsten ze zich via het continentale kwalificatietoernooi voor de Olympische Spelen in Tokio. Daar strandde ze na drie nederlagen opnieuw in de groepsfase. In het najaar deed het tweetal mee aan het toernooi van Itapema.
Het jaar daarop kwamen Gallay en Pereyra in actie op vier toernooien in de Beach Pro Tour – de opvolger van de World Tour – met als beste resultaat een vijfde plaats in Agadir. Bij de WK in Rome ging het duo als tweede in de groep door naar de zestiende finales. Daar werden ze uitgeschakeld door Menegatti en Valentina Gottardi. In de Zuid-Amerikaanse competitie speelden ze vijf wedstrijden met een overwinning, een tweede plaats en een derde plaats als resultaat. In 2023 namen ze deel aan vier toernooien in de mondiale competitie, maar kwamen ze niet verder dan de voorrondes. Bij de WK in Tlaxcala strandden ze na drie nederlagen eveneens in de groepsfase. Bij de Pan-Amerikaanse Spelen in Santiago werden ze vierde, nadat de halve finale verloren werd van Melissa Humana-Paredes en Brandie Wilkerson uit Canada en de wedstrijd om het brons van de Amerikanen Sarah Murphy en Corinne Quiggle. In het continentale circuit speelde Gallay twee wedstrijden met Pereyra in het seizoen 2022/23 en twee wedstrijden met Brenda Churin in het seizoen 2023/24. Ze kwam daarbij tot een overwinning en twee derde plaatsen. Het jaar daarop vormde Gallay een vast team met Churin en het tweetal deed mee aan zes toernooien in de Beach Pro Tour. In de Zuid-Amerikaanse competitie boekten ze een overwinning en drie tweede plaatsen. Bij het continentaal kwalificatietoernooi eindigden ze als tweede waardoor ze zich niet voor de Olympische Spelen in Parijs plaatsten. In augustus wonnen ze een zilveren medaille bij het Eredivisie Beach-toernooi van Arnhem.

## Palmares
Kampioenschappen
- 2014:  Zuid-Amerikaanse Spelen
- 2015:  Pan-Amerikaanse Spelen
- 2019:  Pan-Amerikaanse Spelen

FIVB World Tour
- 2015:  Xiamen Open